# سينيشا برانكوفيتش
سينيشا برانكوفيتش (بالصربية: Синиша Бранковић)‏ هو لاعب كرة قدم صربي في مركز الوسط، ولد في 30 يناير 1979 في Batajnica ‏ في صربيا. لعب مع تشورنومورتس أوديسا ونادي كايرات.

## وصلات خارجية
- سينيشا برانكوفيتش على موقع عالم كرة القدم.نت (الإنجليزية)